# Tataki gobo
Tataki gobo (たたき牛蒡, significa "bardana machacada" en japonés) es un tipo de platillo nimono (hervido a fuego lento) en la cocina japonesa. Por lo general, se sirve como condimento para el arroz o como guarnición para el sake. 
La bardana se cuece a fuego lento hasta que esté sancochada, machacada y desmenuzada en trozos más pequeños. Se sazona con pasta de ajonjolí, dashi, salsa de soja, vinagre y azúcar. Se refrigera durante al menos 24 horas en el aderezo, similar a un pepinillo.